# (8369) 1991 GR
(8369) 1991 GR là một tiểu hành tinh vành đai chính. Nó được phát hiện bởi Eleanor F. Helin ở Đài thiên văn Palomar ở Quận San Diego, California, ngày 8 tháng 4 năm 1991.